# Iglesia de San Esteban de los abisinios
La Iglesia de San Esteban de los abisinios (en italiano: Chiesa di Santo Stefano degli Abissinii) es una iglesia católica ubicada en la Ciudad del Vaticano. La iglesia está dedicada a Esteban el protomártir y es la iglesia nacional de Etiopía. La liturgia se celebra según el rito alejandrino de la Iglesia católica etíope. Es la iglesia más antigua que sobrevive en el Vaticano.
La iglesia fue construida por el Papa León I (c. 400-461), y llamada "Santo Stefano Maggiore". Se encuentra sobre las ruinas de un templo pagano dedicado a Vesta.
Originalmente fue construida como un edificio circular con veinte columnas corintias, que es un plan común para un templo de Vesta.
Fue reconstruido en 1159 bajo el Papa Alejandro III, quien también construyó un monasterio para los monjes etíopes junto a ella.
En 1479, el Papa Sixto IV restauró la iglesia y la asignó a los monjes coptos en la ciudad.